# غيلبرت يونغ
غيلبرت يونغ (بالإنجليزية: Gilbert Young)‏ هو فنان أمريكي، ولد في 1941.